# فردانية (مسيحية)

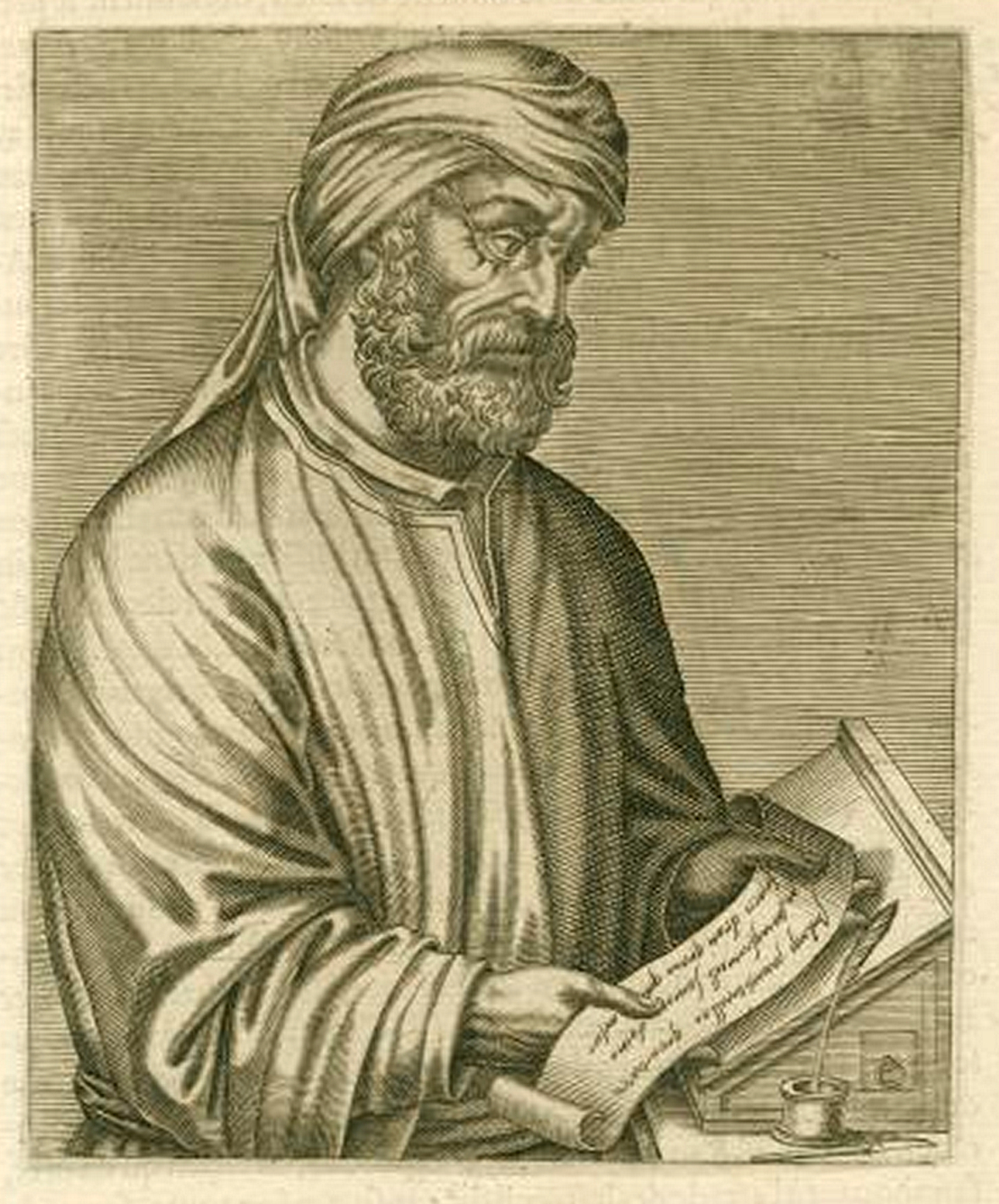

الفردانية أو الموناركية[بحاجة لمصدر] أو الملكية[بحاجة لمصدر] هو اللاهوت المسيحي الذي يؤكد أن الله واحد، على النقيض المباشر من الثالوث الذي يعرف الله كثلاثة أقانيم تتعايش متساوية في الجوهر واحدة في الوجود.

## التاريخ
كان لدى المسيحيين الأوائل جذور يهودية تؤمن بأن الله واحد. هذا أدى إلى إنشاء نماذج مختلفة لحل العلاقة بين الله الآب وابن الله. يسعى الفردانيون إلى شرح هذه العلاقة دون التسبب في انقسام الله. في كتابته ضد Praxeas (وهو فرداني) في القرن الثالث، قدم ترتليان أدلة على أن غالبية المسيحيين كانوا فردانيين عندما لاحظ رد فعلهم المتفاجئ من تعاليمه بوجود ثلاثة في واحد.
تلقى الفردانيون معارضة من لاهوتيين آخرين (ترتليان، هيبوليتوس، إكليمندس الإسكندري وأوريجانوس) وتدريجيا برزت وجهة النظر الثالوثية وحدث تبنيها في مجمع القسطنطينية الأول، وقد كان لوجهة النظر الثالوثية ميزة قابلية مزجها مع الافتراضات اللاهوتية والكونية في الفلسفة الدينية في ذلك الوقت.
«الفردانية» لا تنطبق بصرامة على التبنويين، أو الدينامييين، حيث أنهم (الدينامييين) «لم يبدأوا من ملكية الله ومذهبهم هو كرستولوجي بصرامة».

## وصلات خارجية
- Chisholm, Hugh, ed. (1911). "Monarchianism". Encyclopædia Britannica (بالإنجليزية) (11th ed.). Cambridge University Press.